# Liste des genres de marsupiaux
- Haut – A
- B
- C
- D
- E
- F
- G
- H
- I
- J
- K
- L
- M
- N
- O
- P
- Q
- R
- S
- T
- U
- V
- W
- X
- Y
- Z

## A
Acrobates
, Aepyprymnus 
, Ailurops
, Antechinus

## B
Bettongia
, Burramys

## C
Caenolestes 
, Caloprymnus 
, Caluromys 
, Caluromysiops
, Cercartetus
, Chaeropus
, Chironectes

## D
Dactylopsila 
, Dasycercus
, Dasykaluta
, Dasyurus
, Dendrolagus
, Didelphis
, Distoechurus
, Dorcopsis
, Dorcopsulus
, Dromiciops

## E
Echymipera 

## G
Glironia
, Gracilinanus
,  Gymnobelideus 

## H
Hemibelideus 
, Hypsiprymnodon

## I
Isoodon

## L
Lagorchestes
, Lagostrophus
, Lasiorhinus 
, 'Lestodelphys 
, Lestoros 
, Lutreolina

## M
Macropus
, Macrotis
, Marmosa 
, Marmosops
, Metachirus 
, Micoureus 
, Microperoryctes
, Monodelphis 
, Murexia
, Myoictis
, Myrmecobius

## N
- -     - Neophascogale
    - Ningaui
    - Notoryctes

## O
- -     - Onychogalea

## P
- -     - Parantechinus
    - Perameles
    - Peroryctes 
    - Petauroides 
    - Petaurus
    - Petrogale
    - Petropseudes 
    - Phalanger
    - Phascogale
    - Phascolarctos
    - Phascolosorex
    - Philander
    - Planigale
    - Potorous
    - Pseudantechinus
    - Pseudocheirus 
    - Pseudochirops

## R
- -     - Rhyncholestes
    - Rhynchomeles

## S
- -     - Sarcophilus
    - Setonix
    - Sminthopsis
    - Spilocuscus
    - Strigocuscus

## T
- -     - Tarsipes
    - Thylacinus
    - Thylamys
    - Thylogale
    - Trichosurus

## V
- -     - Vombatus

## W
- -     - Wallabia
    - Wyulda